# Prím zéta-függvény
A matematikában a prím zéta-függvény a Riemann-féle zéta-függvény analogonja. Az alábbi sorral definiálható, ami konvergens minden {\displaystyle \Re (s)>1}-re:
{\displaystyle P(s)=\sum _{p\,\in \mathrm {\,primek} }{\frac {1}{p^{s}}}}.

## Tulajdonságok
A Riemann-féle zéta-függvény Euler-szorzata implikálja, hogy:
{\displaystyle \log \zeta (s)=\sum _{n>0}{\frac {P(ns)}{n}}}
ami Möbius-inverzióval:
{\displaystyle P(s)=\sum _{n>0}\mu (n){\frac {\log \zeta (ns)}{n}}}
Ha s tart az egyhez, akkor  {\displaystyle P(s)\sim \log \zeta (s)\sim \log \left({\frac {1}{s-1}}\right)}. Ezt a Dirichlet-sűrűség definíciója használja. Továbbá kiterjeszti P(s)-t a {\displaystyle \Re (s)>0} félsíkra, végtelen sok logaritmikus szingularitással azokban a pontokban, ahol  ns pólusa vagy zérushelye  ζ(s)-nek. A  {\displaystyle \Re (s)=0} az értelmezési tartomány természetes határvonala, mivel majdnem minden pontjában szingularitása van a függvénynek.
Ha definiáljuk a
{\displaystyle a_{n}=\prod _{p^{k}\mid n}{\frac {1}{k}}=\prod _{p^{k}\mid \mid n}{\frac {1}{k!}}}
sorozatot, akkor
{\displaystyle P(s)=\log \sum _{n=1}^{\infty }{\frac {a_{n}}{n^{s}}}.}
ami Li 2.7-edik lemmájával ekvivalens.
A prím zéta-függvény az Artin-konstanshoz is kapcsolódik:
{\displaystyle \ln C_{\mathrm {Artin} }=-\sum _{n=2}^{\infty }{\frac {(L_{n}-1)P(n)}{n}}}
ahol  Ln az n-edik Lucas-szám.
Speciális értékei:
| s | P(s) közelítő értéke                                                                                                 | OEIS    |
| - | --- | ------- |
| 1 | {\displaystyle {\tfrac {1}{2}}+{\tfrac {1}{3}}+{\tfrac {1}{5}}+{\tfrac {1}{7}}+{\tfrac {1}{11}}+\cdots \to \infty .} |         |
| 2 | {\displaystyle 0{,}45224{\text{ }}74200{\text{ }}41065{\text{ }}49850\ldots }                                        | A085548 |
| 3 | {\displaystyle 0{,}17476{\text{ }}26392{\text{ }}99443{\text{ }}53642\ldots }                                        | A085541 |
| 4 | {\displaystyle 0{,}07699{\text{ }}31397{\text{ }}64246{\text{ }}84494\ldots }                                        | A085964 |
| 5 | {\displaystyle 0{,}03575{\text{ }}50174{\text{ }}83924{\text{ }}25713\ldots }                                        | A085965 |
| 9 | {\displaystyle 0{,}00200{\text{ }}44675{\text{ }}74962{\text{ }}45066\ldots }                                        | A085969 |

## Analízis

### Integrál
A prím zéta-függvény integrálját végtelentől számítják, mivel pólusa {\displaystyle s=1}-ben nem teszi lehetővé egy kellemes alsó korlát kitűzését már egyes egész értékekre a ág választása és felvágás nélkül:
{\displaystyle \int _{s}^{\infty }P(t)dt=\sum _{p}{\frac {1}{p^{s}\log p}}}
A fontosabb értékek megint azok, amelyekre az összeg lassan konvergál:
| s | {\displaystyle \sum _{p}1/(p^{s}\log p)} közelítő értéke | OEIS    |
| - | -------------------------------------------------------- | ------- |
| 1 | {\displaystyle 1{,}63661632\ldots }                      | A137245 |
| 2 | {\displaystyle 0{,}50778218\ldots }                      | A221711 |
| 3 | {\displaystyle 0{,}22120334\ldots }                      |         |
| 4 | {\displaystyle 0{,}10266547\ldots }                      |         |

### Derivált
Az első derivált
{\displaystyle P'(s)\equiv {\frac {d}{ds}}P(s)=-\sum _{p}{\frac {\log p}{p^{s}}}}
A fontos értékek azok, amikre az integrál lassan konvergál:
| s | {\displaystyle P'(s)} közelítő értéke | OEIS    |
| - | ------------------------------------- | ------- |
| 2 | {\displaystyle -0{,}493091109\ldots } | A136271 |
| 3 | {\displaystyle -0{,}150757555\ldots } |         |
| 4 | {\displaystyle -0{,}060607633\ldots } |         |
| 5 | {\displaystyle -0{,}026838601\ldots } |         |

## Általánosításai
A Riemann-féle zéta-függvény az egész számok negatív kitevős hatványainak összege, és a prím zéta-függvény a prímek negatív kitevős hatványainak összege. A kettő közötti átmenetet azok a k-prím zéta-függvények adják, amelyekben azoknak az egészeknek a negatív kitevős hatványai adódnak össze, amiknek k, nem feltétlenül különböző prímosztója van:
{\displaystyle P_{k}(s)\equiv \sum _{n:\Omega (n)=k}{\frac {1}{n^{s}}}}
ahol {\displaystyle \Omega } a prímtényezők totális összege.
| k | s | {\displaystyle P_{k}(s)} közelítő értéke | OEIS    |
| - | - | ---------------------------------------- | ------- |
| 2 | 2 | {\displaystyle 0,14076043434\ldots }     | A117543 |
| 2 | 3 | {\displaystyle 0,02380603347\ldots }     |         |
| 3 | 2 | {\displaystyle 0,03851619298\ldots }     | A131653 |
| 3 | 3 | {\displaystyle 0,00304936208\ldots }     |         |

A Riemann-féle zéta-függvényben a nevezők osztályozhatók a k index szerint, amivel az előáll, mint a {\displaystyle P_{k}} függvények összege:
{\displaystyle \zeta (s)=1+\sum _{k=1,2,\ldots }P_{k}(s)}
Ha a függvény előállításához csak azokat a prímeket használják, amelyek egy rögzített prímre egy adott maradékosztályba esnek, akkor további végtelen sorozatok keletkeznek, amelyek a Dirichlet-féle L-függvény redukciói. 

## Fordítás
- Ez a szócikk részben vagy egészben  a   Prime zeta function című angol Wikipédia-szócikk fordításán alapul.  Az eredeti cikk szerkesztőit annak laptörténete sorolja fel. Ez a jelzés csupán a megfogalmazás eredetét és a szerzői jogokat jelzi, nem szolgál a cikkben szereplő információk forrásmegjelöléseként.